# Ceratocapsidea
Ceratocapsidea is een geslacht van wantsen uit de familie van de Miridae (Blindwantsen). Het geslacht werd voor het eerst wetenschappelijk beschreven door Henry in 2015.

## Soorten
Het genus bevat de volgende soorten:

- Ceratocapsidea alayoi (Hernández & Henry, 1999)
- Ceratocapsidea bahamaensis Henry, 2015
- Ceratocapsidea balli (Knight, 1927)
- Ceratocapsidea baranowskii Henry, 2015
- Ceratocapsidea complicata (Knight, 1927)
- Ceratocapsidea consimilis (Reuter, 1907)
- Ceratocapsidea cubana (Bergroth, 1910)
- Ceratocapsidea dominicanensis Henry, 2015
- Ceratocapsidea fusiformis (Van Duzee, 1917)
- Ceratocapsidea holguinensis (Hernández & Henry, 1999)
- Ceratocapsidea nigropicea (Reuter, 1907)
- Ceratocapsidea rileyi Henry, 2015
- Ceratocapsidea rufistigma (Blatchley, 1926)
- Ceratocapsidea taeniola Henry, 2015
- Ceratocapsidea texensis Henry, 2015
- Ceratocapsidea transversa Henry, 2015
- Ceratocapsidea variabilis Henry, 2015